# Turã Xá (sultão)
Almaleque Almoazame Queaçadim Turã Xá (em árabe: الملك المعظم غياث الدين توران شاه; romaniz.: al-Malik al-Muazzam Gaiath ad-Din Turanxah), por vezes chamado só Turã Xá ou Turanxá (em árabe: توران شاه) e apelidado pelos cruzados de Turquemim (em latim: Turquemin), foi um dos filhos do sultão aiúbida Sale Aiube. Ascendeu ao trono por um breve período entre 1249 e 1250, durante a revolta que levou a dinastia mameluca dos baris ao poder.